# Ann Baynard
Ann Baynard, född 1672, död 12 juni 1697, var en engelsk naturfilosof och under sin samtid en etisk förebild.